# Klîmentove, Bârzula
Klîmentove (în ucraineană Климентове) este un sat în comuna Cuialnic din raionul Bârzula, regiunea Odesa, Ucraina.

## Demografie
Componența lingvistică a localității Klîmentove
     Ucraineană (79,56%)
     Română (13,14%)
     Rusă (6,57%)
     Alte limbi (0,36%)
Conform recensământului din 2001, majoritatea populației localității Klîmentove era vorbitoare de ucraineană (79,56%), existând în minoritate și vorbitori de română (13,14%) și rusă (6,57%).

## Vezi și
- Românii de la est de Nistru